# Calacadia rossi
Calacadia rossi là một loài nhện trong họ Amphinectidae. Loài này phân bố ở Chile.